# Engelhof (Ravensberger Land)

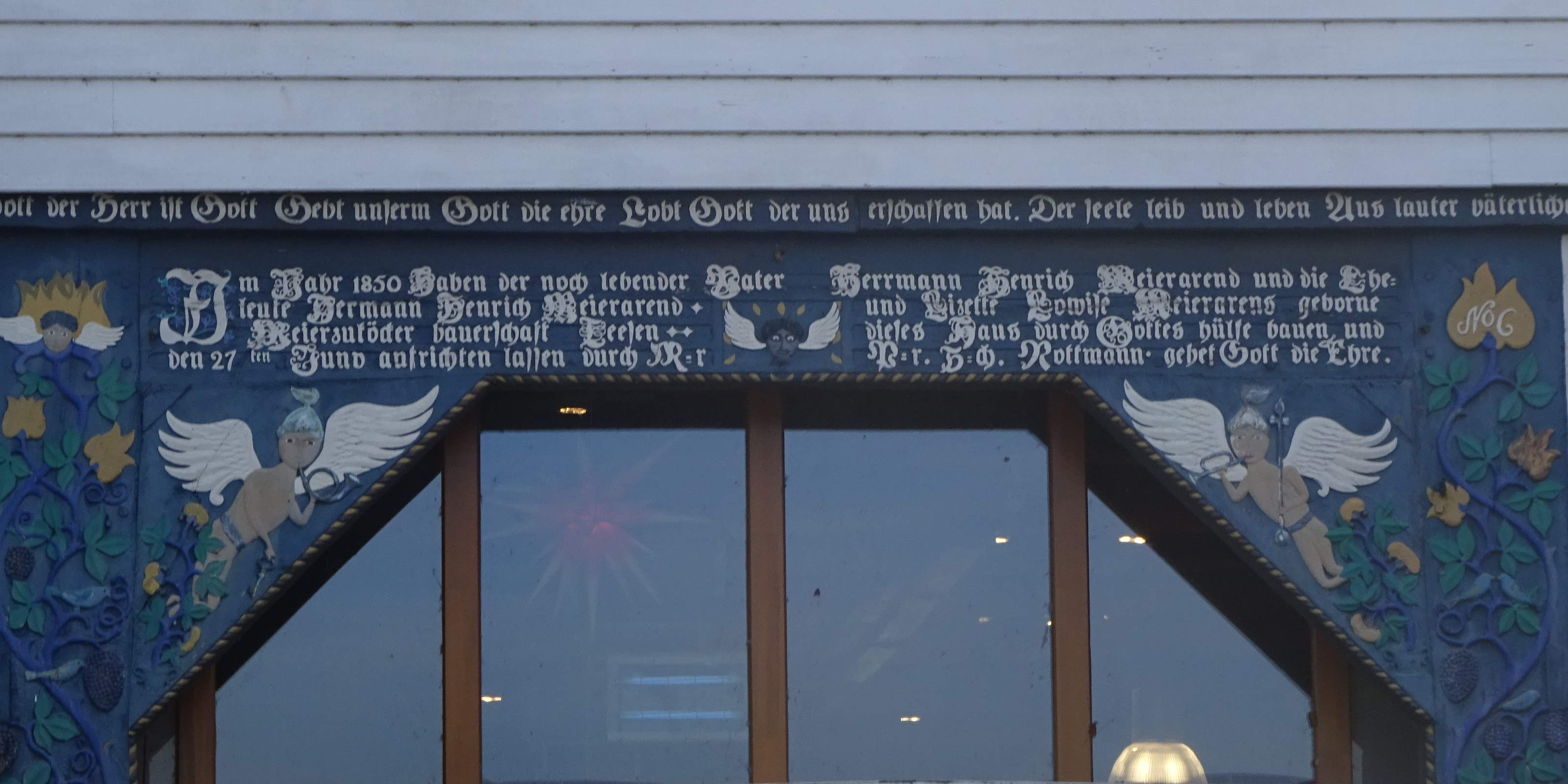
Engelshof in Herringhausen

Engelhöfe werden die alten Hallenhäuser (Bauernhof) im Ravensberger Land genannt, welche am Torbogen links und rechts Schnitzfiguren von Engeln angebracht haben. In dieser Häufung sind die Engelmotive weltweit einzigartig.

## Geschichte

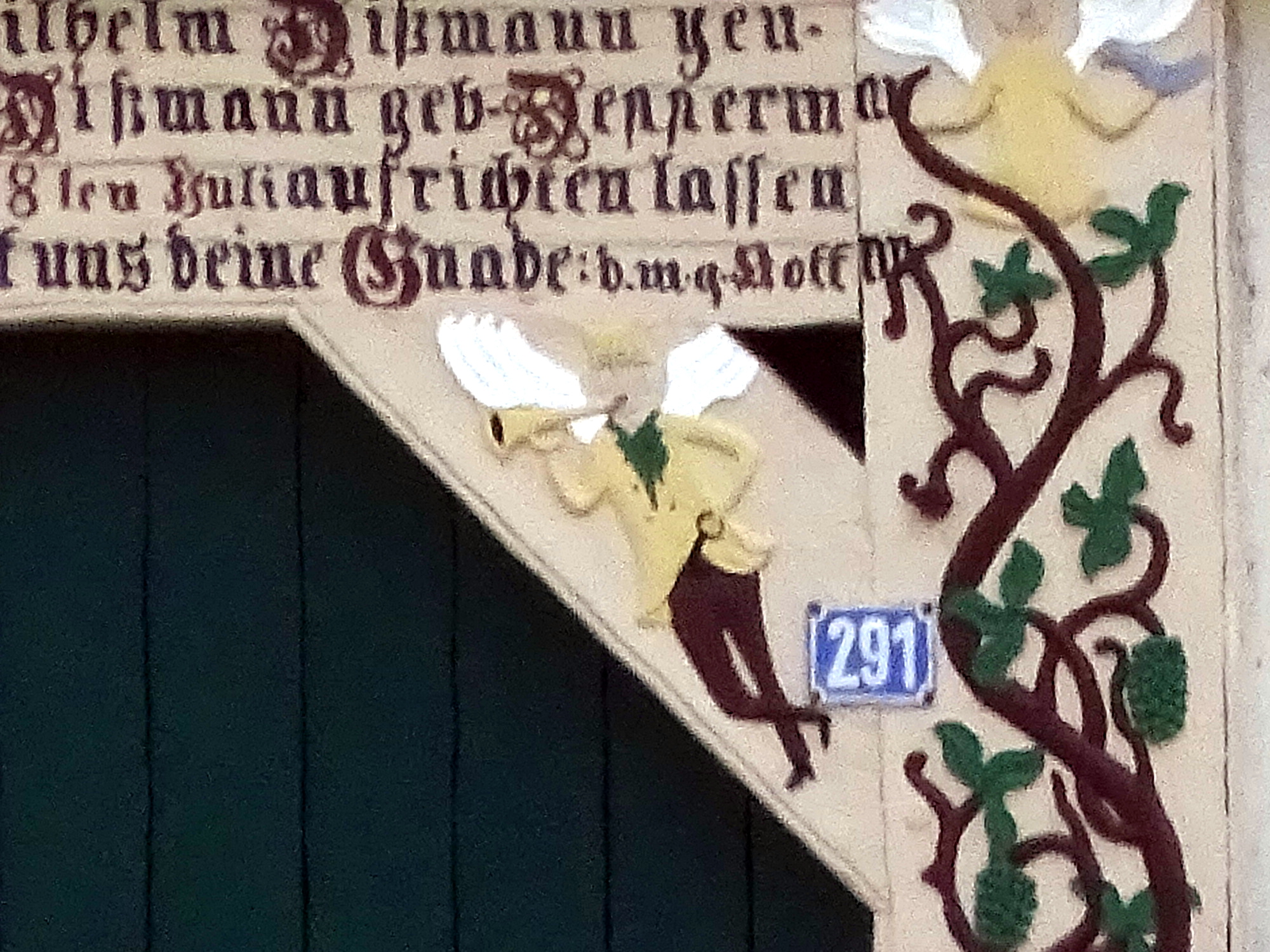
Engelbild bei einem Engelhof

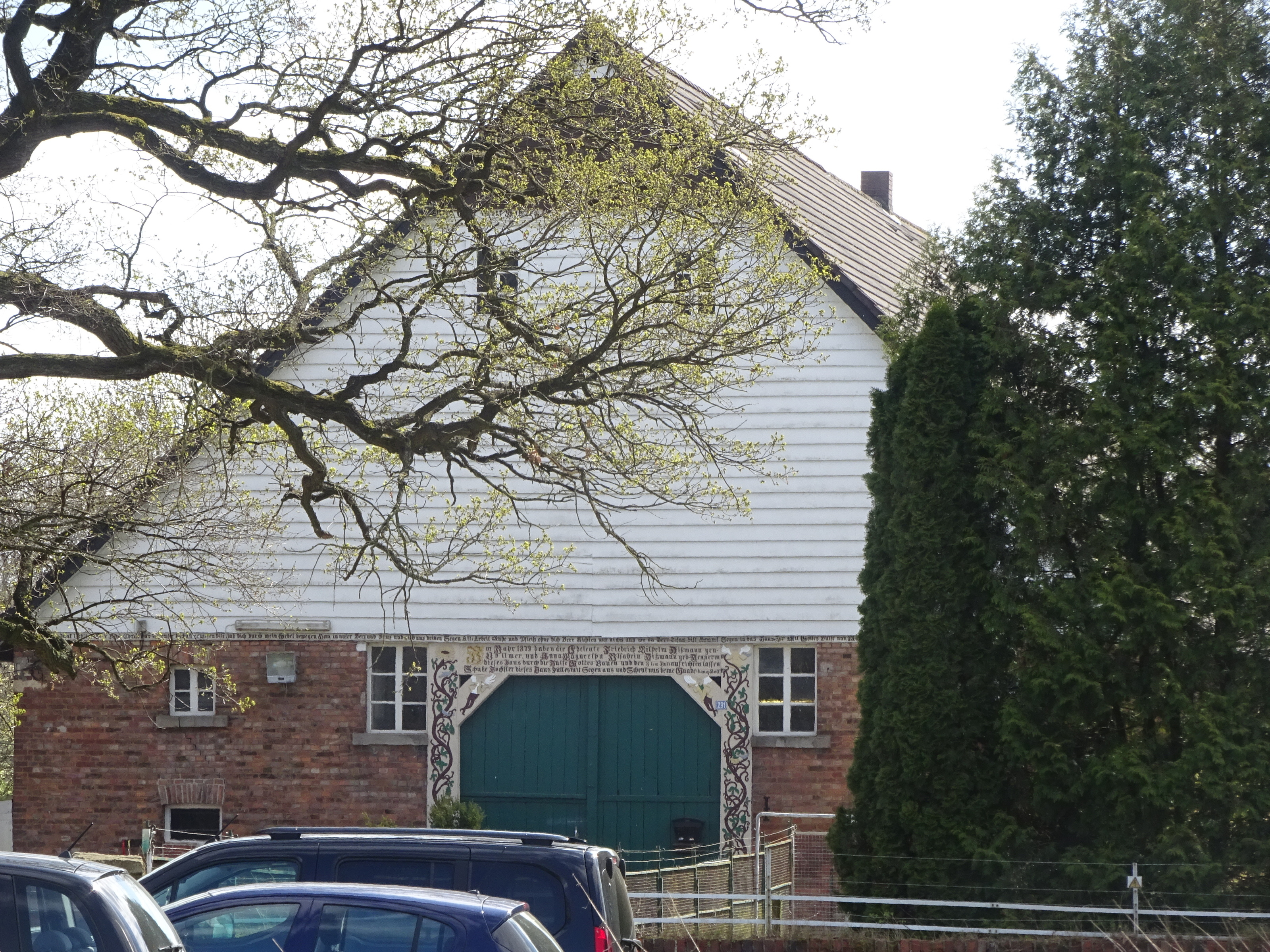
Engelhof an der B62 in Herford

Es wird vermutet, dass Johan Friedrich Welhöner und seine Frau Anna Maria Ilsabein Papenbrock die ersten waren, welche 1789 den Torbogen ihres neuen Bauernhauses in Theesen mit Engeln verzierten. In den folgenden 150 Jahren wurden dann mehr als 100 Torbögen von Bauernhöfen im Ravensberger Land mit Engeln beschmückt.
In der Regel waren es Zimmerleute, die die Schnitzereien angefertigt hatten. Die Engel sollten die Botschaft verbreiten, dass den Ein- und Ausgang beschützt.

## Motiv für Malerei

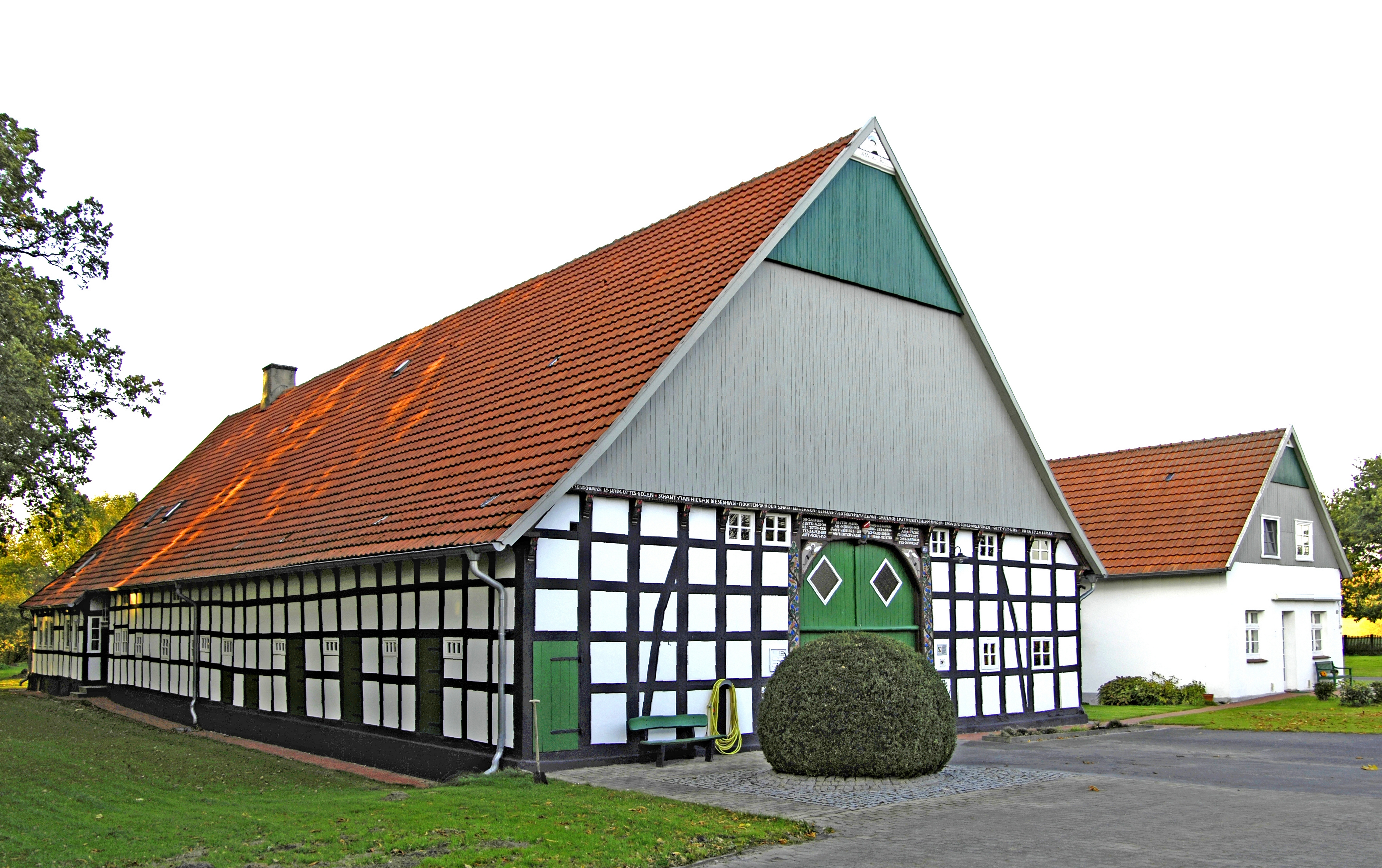
Hof Heining in Werther

Der Engelhof Heining in Werther diente dem Maler Peter August Böckstiegel als Vorlage für viele Gemälde.

## Radtour
Ein 48 km langer Radwanderweg, welcher an vielen Engelshöfen vorbei kommt, wird Engelsroute genannt.